# ヨハン・フェリエール

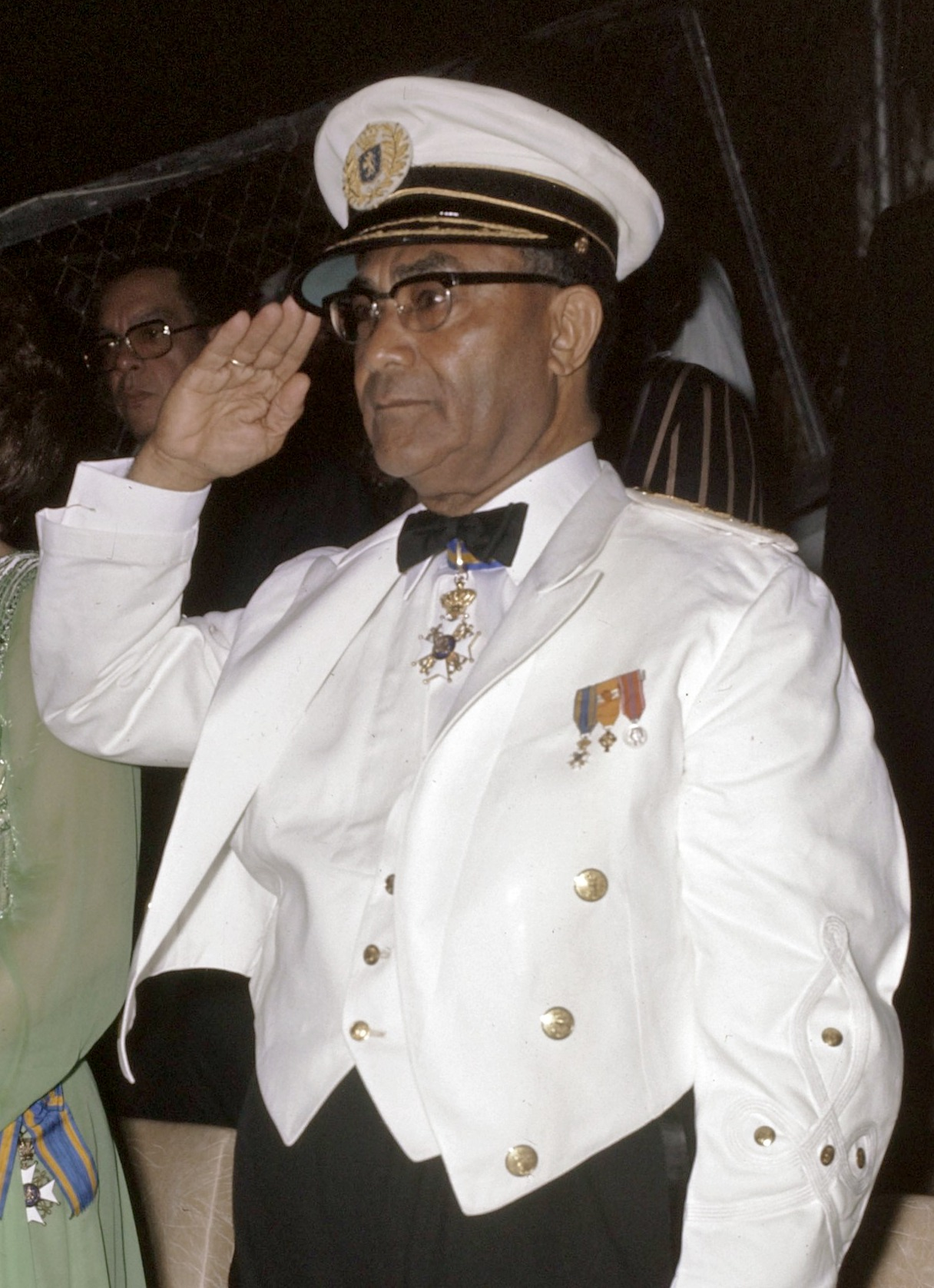
ヨハン・フェリエール, 1975

ヨハン・フェリエール（Johan Ferrier、1910年5月12日 - 2010年1月4日）は、スリナムの政治家。アムステルダム大学卒業。
1975年から1980年まで、スリナムの初代大統領を務めた。